# Erythromma viridulum
Naïade au corps vert, Agrion Vert
Espèce
Statut de conservation UICN

LC : Préoccupation mineure
Erythromma viridulum, la Naïade au corps vert ou l’Agrion Vert, est une espèce de libellules de la famille des Coenagrionidae (sous-ordre des Zygoptères, ordre des Odonates).

## Répartition
On rencontre cette demoiselle dans la plupart des pays d'Europe, du Portugal à la Finlande, et jusqu'en Asie centrale. Des spécimens ont également été recensés au Moyen-Orient (Israël, Turquie, Iran, Liban).

## Systématique
Le nom valide complet (avec auteur) de ce taxon est Erythromma viridulum (Charpentier, 1840).
L'espèce a été initialement classée dans le genre Agrion sous le protonyme Agrion viridulum Charpentier, 1840,.
Ce taxon porte en français les noms vernaculaires ou normalisés suivants : Agrion Vert,, Naïade au corps vert,,.
Erythromma viridulum a pour synonymes :
- Agrion bremii Rambur, 1842
- Agrion viridulum Charpentier, 1840
- Erythromma latistrigis Le Roi, 1914
- Erythromma orientale Schmidt, 1960
- Erythromma puellare Le Roi, 1914
- Erythromma viridulum subsp. orientale Schmidt, 1960

## Publication originale
- (la) Toussaint de Charpentier, Libellulinae europaeae descriptae ac depictae, Lipsiae, Leopold Voss, 1840, 180 p. (lire en ligne), p. 149-151.